# Sultanato di Aceh
Il Sultanato di Aceh, anche detto sultanato di Atjeh, ufficialmente Regno di Aceh Darussalam (in lingua aceh: Keurajeuën Acèh Darussalam; in jawi: كاورجاون اچيه دارالسلام) fu un sultanato esistito nell'attuale provincia di Aceh in Indonesia. Fu il principale potere regionale tra il XVI e il XVII secolo, prima di cadere in declino. La sua capitale era Kutaraja, l'attuale Banda Aceh.
Al suo apice fu un formidabile nemico del sultanato di Johor e del sultanato di Malacca, poi conquistato dai portoghesi, entrambi sulla Penisola malese, e tutti e tre tentarono di ottenere il controllo sul commercio attraverso lo stretto di Malacca e le esportazioni regionali di pepe e stagno con successi altalenanti. In aggiunta alla sua considerevole forza militare, la corte di Aceh divenne un noto centro di istruzione e commercio islamico.

## Fondazione e ascesa
La storia antica di Aceh non è chiara ma, secondo la tradizione, i suoi primi abitanti furono di etnia chăm. La lingua aceh è una delle dieci lingue del linguaggio del gruppo di Aceh-Chamic. Secondo il Sejarah Melayu (Annali Malesi), il re Champa Syah Pau Kubah aveva un figlio, Syah Pau Ling, che fuggì quando la capitale Vijaya fu saccheggiata dai vietnamiti della dinastia Lê nel 1471 e che in seguito fondò il regno di Aceh.
Il sovrano di Aceh si convertì all'Islam a metà del XV secolo. Ufficialmente il sultanato venne fondato da Ali Mughayat Syah che avviò le campagne per estendere il suo controllo sulla parte nord di Sumatra nel 1520. Le sue conquiste inclusero Deli, Pedir e Pasai e attaccò Aru. Suo figlio Alauddin al-Kahar estese i suoi domini più a sud a Sumatra, ma ebbe meno successo nell'ottenere un punto d'appoggio sullo stretto di Malacca, anche se attaccò il sultanato di Johor e Malacca  con il supporto di uomini e armi da fuoco dell'imperatore ottomano Solimano il Magnifico. Egli inviò anche quindici sciabecchi comandati da Kurtoğlu Hızır Reis.
Il 21 giugno 1599 un capitano olandese, Cornelius Houtman, arrivò ad "Acheen" a bordo della Lioness nel primo dei tre viaggi previsti verso le Indie Orientali. L'equipaggio per tre mesi acquistò pepe e altre spezie. L'esportatore britannico John Davis sostiene che la spedizione venne attaccata da un signore della guerra locale e causò la perdita di 68 uomini tra morti e catturati. Dopo il loro arrivo, il sultano autorizzò i rappresentanti della Compagnia britannica delle Indie orientali, sotto il comando di James Lancaster, ad acquistare il pepe. Tornò nel 1602 con una lettera della regina Elisabetta I.
Tra il 1589 e il 1604 regnò il sultano Alauddin Riayat Shah ibn Firman Shah. Nel 1607 ascese al trono il sultano Iskandar Muda. Egli estese il controllo del sultanato su gran parte di Sumatra. Conquistò il Pahang, importante produttore di stagno, e fu in grado di forzare i sultani di Johor a riconoscere temporaneamente la sua sovranità. Durante il suo regno creò un codice di leggi noto come Adat Meukuta Alam (Adat significa sia "dogana" che "norma consuetudinaria"). La forza della sua formidabile flotta si arenò in una disastrosa campagna contro Malacca nel 1629, quando le forze combinate dei portoghesi e del Johor riuscirono a distruggere tutte le sue navi e a uccidere 19 000 soldati, secondo le fonti portoghesi. Le forze di Aceh non erano state completamente distrutte, infatti fu in grado di conquistare nello stesso anno il Kedah e di forzare molti suoi abitanti a trasferirsi ad Aceh come ostaggi. Il genero del sultano, Iskandar Thani, già principe di Pahang, in seguito divenne suo successore. Focalizzò il suo regno sul consolidamento interno e sull'unità religiosa.
Dopo il regno del sultano Iskandar Thani, Aceh venne governata da una serie di sultane. Gli stati conquistati negli anni precedenti e i loro sudditi presi in ostaggio  erano ansiosi di ricercare l'indipendenza. A causa di questo il potere centrale si indebolì e i governanti regionali guadagnarono poteri effettivi, diventando a tutti gli effetti “Datu” cioè Raja. In seguito il ruolo del sultano divenne in gran parte simbolico. Un visitatore persiano nel 1680 descrisse la Sumatra settentrionale come un luogo in cui "in ogni angolo si rifugia un re o un governatore separato e tutte le autorità locali si mantengono in modo indipendente e non rendono omaggio ad alcuna autorità superiore". Addirittura Sumatra ebbe un sultano proprio dal XVI al XVIII secolo.
Ebbe una certa influenza su alcune aree ai confini dei sultanati affiliati di Brunei e Sambas; tuttavia, furono ottimi i rapporti politici e commerciali con il Brunei durante il regno del sultano Mohammad Kanzul Alam (1807-1822?). Nel 1831 si assistette ad una massiva migrazione del popolo di Sumatra verso Sarawak, dove si insediò sotto la guida di Datu Patinggi Ali, nipote di Raja Jarom e del principe regnante di Giava. In quegli anni iniziò il declino del sultanato.
Tra il 1835 e il 1846 aiutò con successo il vicino Sultanato di Johor (che aveva conquistato il Pahang anni addietro) a sottrarsi al dominio olandese. Fu un raro caso di fronte comune tra questi due storici nemici, ed è descritto nel poema malese Syair Rakis.
Dal punto di vista territoriale, Aceh era molto più simile al sultanato di Sambas che a quello del Brunei; infatti era arrivato a dominare su diversi piccoli stati, ognuno con una popolazione differente e che tributava onori al sultano pur mantenendo i suoi costumi. 

## Cultura ed economia

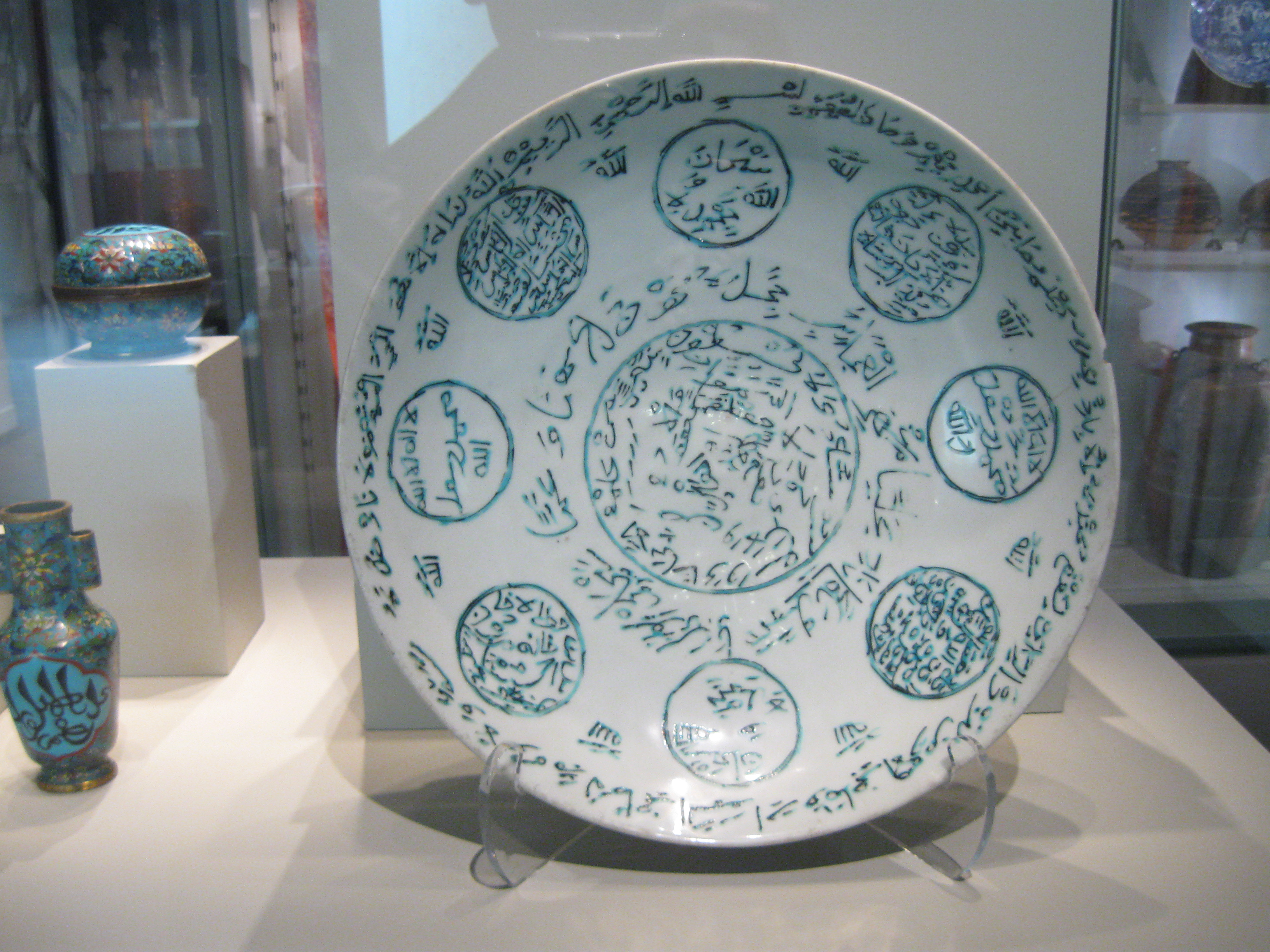
Un piatto di ceramica realizzato dai cinesi musulmani Hui nel XVII secolo.

Aceh si considerava erede del Pasai, il primo stato islamico del sud-est asiatico. Era chiamato il "portico di La Mecca" e divenne un centro di studio islamico, dove il Corano e gli altri testi musulmani venivano tradotti in malese. Gli studiosi più famosi furono Hamzah Pansuri, Syamsuddin di Pasai, Abdurrauf di Singkil e l'indiano Nuruddin ar-Raniri.
L'Aceh basò la sua ricchezza sull'esportazione di pepe, noce moscata, chiodi di garofano, noci di betel  e, una volta conquistato il Pahang nel 1617, stagno. I bassi tassi di interesse e l'uso della moneta d'oro rafforzarono la sua economia. Rimase tuttavia un po' fragile economicamente a causa della difficoltà nel fornire i viveri alle truppe impegnate nelle avventure militari e commerciali dello Stato. L'Aceh perse la sua coesione politica nel XVII secolo e la Compagnia olandese delle Indie orientali gli strappò il primato commerciale. La compagnia ottenne il dominio militare ed economico nella regione dopo il successo nell'assedio di Malacca del 1641.

## Anni successivi e conquista da parte degli olandesi

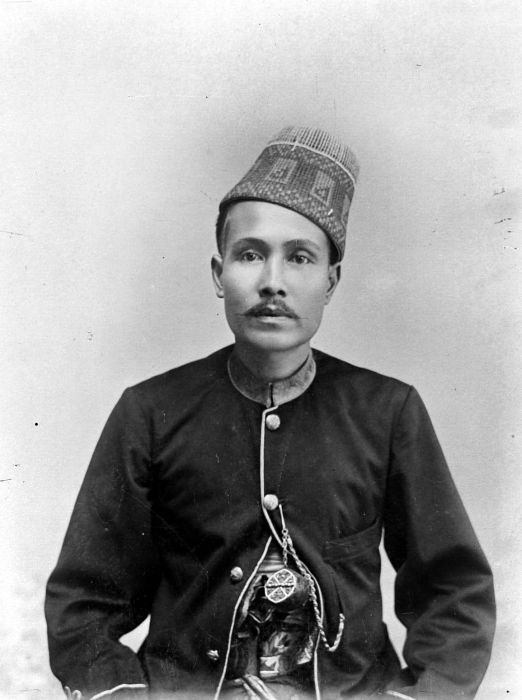
Tuanku Muhammad Daud Syah Johan Berdaulat, ultimo sultano di Aceh.

Nel 1699 ascese al trono il sultano Badr al-Alam Syarif Hasyim Jamal ad-din, il primo maschio a governare in quasi sessant'anni. Gli succedettero alcuni sovrani che regnarono per un breve periodo di tempo fino a quando, nel 1727, un membro della dinastia bugis, Ala ad-Din Ahmad Shah prese il potere. Tra la fine del XVIII secolo e l'inizio del XIX, Koh Lay Huan - il primo kapitan Cina di Penang, instaurò buoni rapporti con il sultano Alauddin Jauhar ul-Alam Syah. Il sovrano permise a Koh di coltivare il pepe ad Aceh per poi trasportare le piante a Penang. Più tardi, all'incirca nel 1819, Koh aiutò il sultano a sedare una ribellione dai capi territoriali di Aceh.
Nel 1820 l'Aceh produceva oltre metà della quantità mondiale di pepe e un nuovo leader, Tuanku Ibrahim, fu in grado di ripristinare una certa autorità del sultanato e a ottenere il controllo dei "raja del pepe", vassalli spesso in lotta tra loro. Egli salì al potere durante il regno di suo fratello, Muhammad Syah, e fu in grado di dominare il regno del suo successore Sulaiman Syah, prima di conquistare egli stesso la corona, con il titolo di Alauddin Ibrahim Mansur Syah. Estese il controllo effettivo di Aceh a sud proprio nel momento in cui gli olandesi stavano consolidando le loro posizioni a nord.
Il Regno Unito, fino a questo momento a guardia degli interessi olandesi, rivalutò la sua politica e siglò il trattato anglo-olandese di Sumatra, che concesse agli olandesi il controllo su tutta Sumatra in cambio della Costa d'Oro e del diritto di negoziazione pari nel nord della provincia di Aceh. Aceh interpretò il trattato come una dichiarazione di guerra. Il conflitto scoppiò subito dopo, nel 1873, con gli olandesi che attaccarono con la scusa infondata che Aceh sponsorizzasse la pirateria e si preparasse a concludere un trattato con gli Stati Uniti d'America. Essendo gli olandesi già preparati per la guerra, Mahmud Syah lanciò un appello in cui chiedeva aiuto internazionale ma nessuno era disposto o in grado di assisterlo.
Nei primi mesi del 1874 il sultano abbandonò la capitale dopo che il palazzo venne catturato il 31 gennaio e si ritirò nelle colline, mentre gli olandesi annunciarono l'annessione del sultanato. Il sovrano in seguito morì di colera, come molti combattenti di entrambe le parti. Gli acehnesi proclamarono un nipote di Tuanku Ibrahim, nuovo sovrano. I governanti locali apparentemente accettarono l'autorità olandese per evitare un blocco dei commerci ma usarono il loro reddito per sostenere la resistenza.
Durante questo periodo, molti politici cercarono l'aiuto dell'Impero ottomano. I loro sforzi furono però inutili ma servirono ad ispirare movimenti di resistenza in tutta l'Asia sud-orientale. La resistenza locale nel nord di Sumatra passò prima ai signori e ai potenti locali, e poi ai capi religiosi. Un consigliere del sultano, Abd al-Rahman al-Zahir, tornò presto a prendere il comando del movimento indipendentista ma, una volta sconfitti gli altri leader rivoluzionari, prontamente accettò di arrendersi agli olandesi in cambio di una pensione a vita a La Mecca.
Gli olandesi, braccati ugualmente dalla gente del posto e dal colera, fortificarono le loro posizioni costiere e iniziarono un lento assedio a tutto il paese guidato dal generale Van Pel. La capitale, in particolare, venne circondata da fortini collegati con la ferrovia. Gli olandesi fecero un altro serio tentativo di pacificare il paese nel 1884, ma questo si arenò rapidamente a causa delle critiche del popolo. Gli eserciti olandesi fecero notevoli progressi tra il 1898 e il 1903 e ogni potentato locale nei territori occupati fu costretto a firmare la "dichiarazione breve", un pegno di fedeltà ai signori coloniali olandesi. Con la loro cooperazione, gli olandesi furono in grado di istituire un governo abbastanza stabile ad Aceh e a ottenere la resa del sultano nel 1903. Inizialmente gli fu permesso di rimanere nel paese ma nel 1907 fu esiliato. Anche se non nominò un successore, la resistenza continuò a combattere per qualche tempo, fino al 1912.

## Sultani

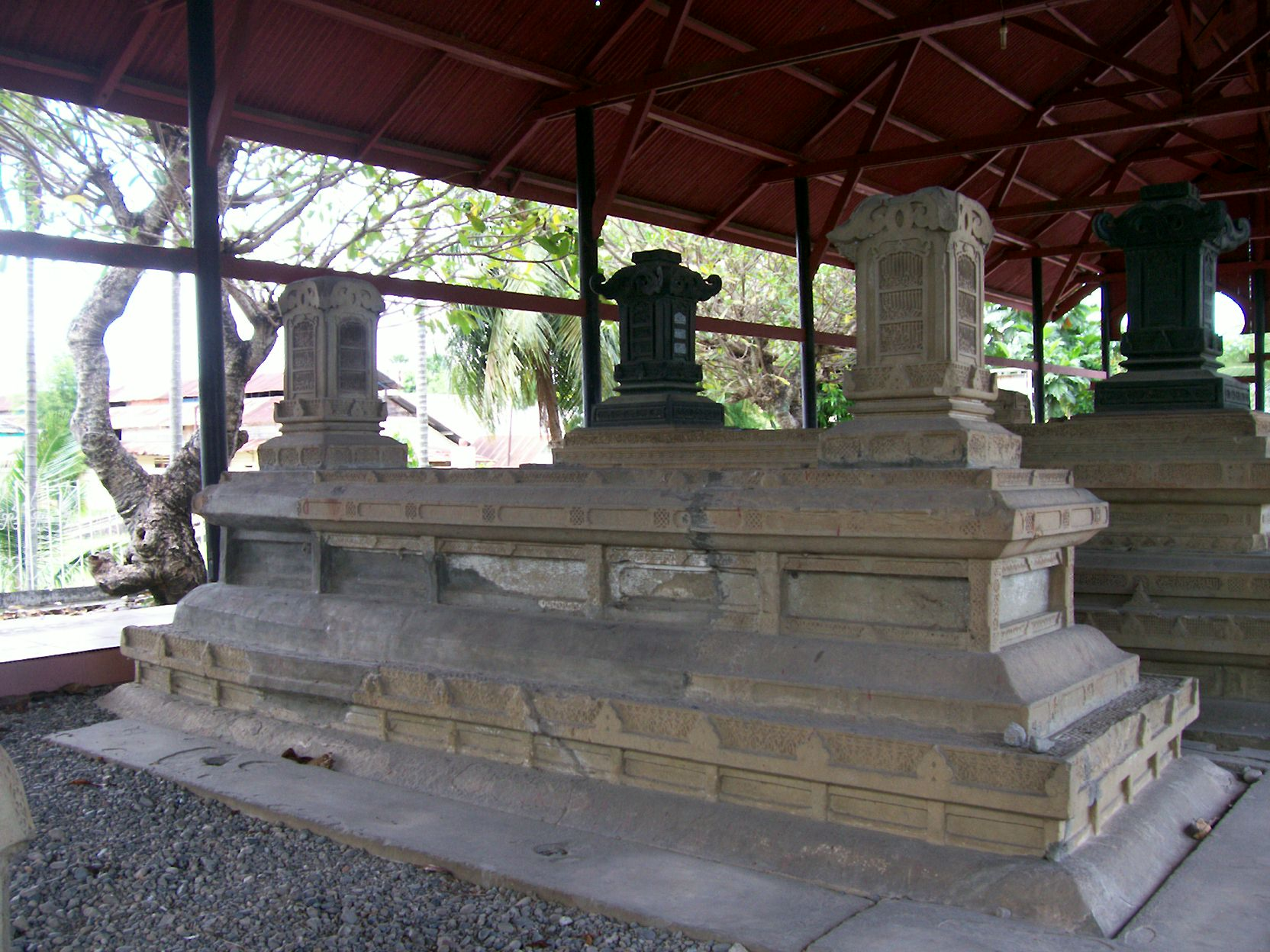
Tomba del sultano Ali Mughayat Syah a Banda Aceh.

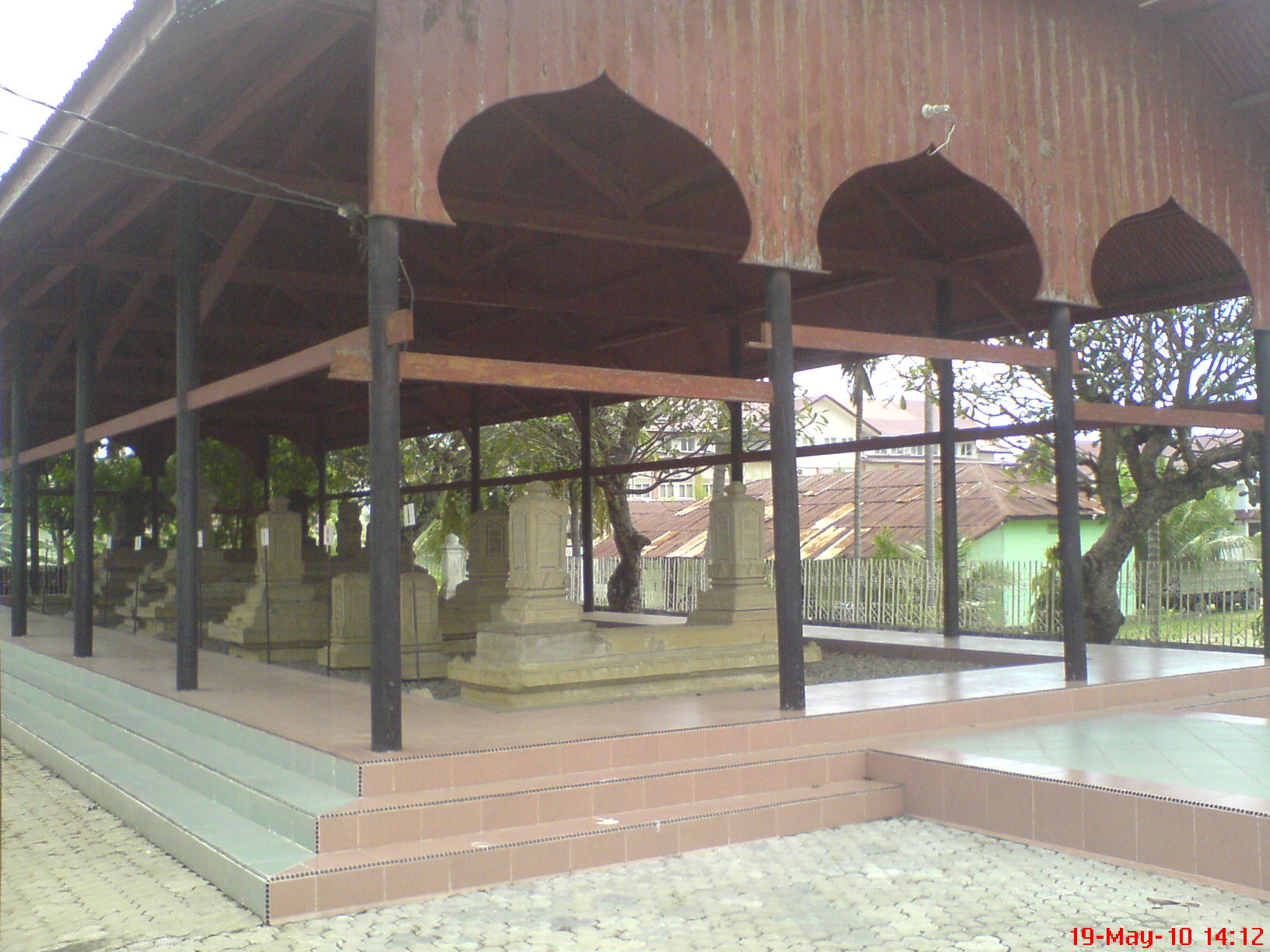
Complesso delle tombe reali risalente a prima del regno di Iskandar Muda a Banda Aceh.

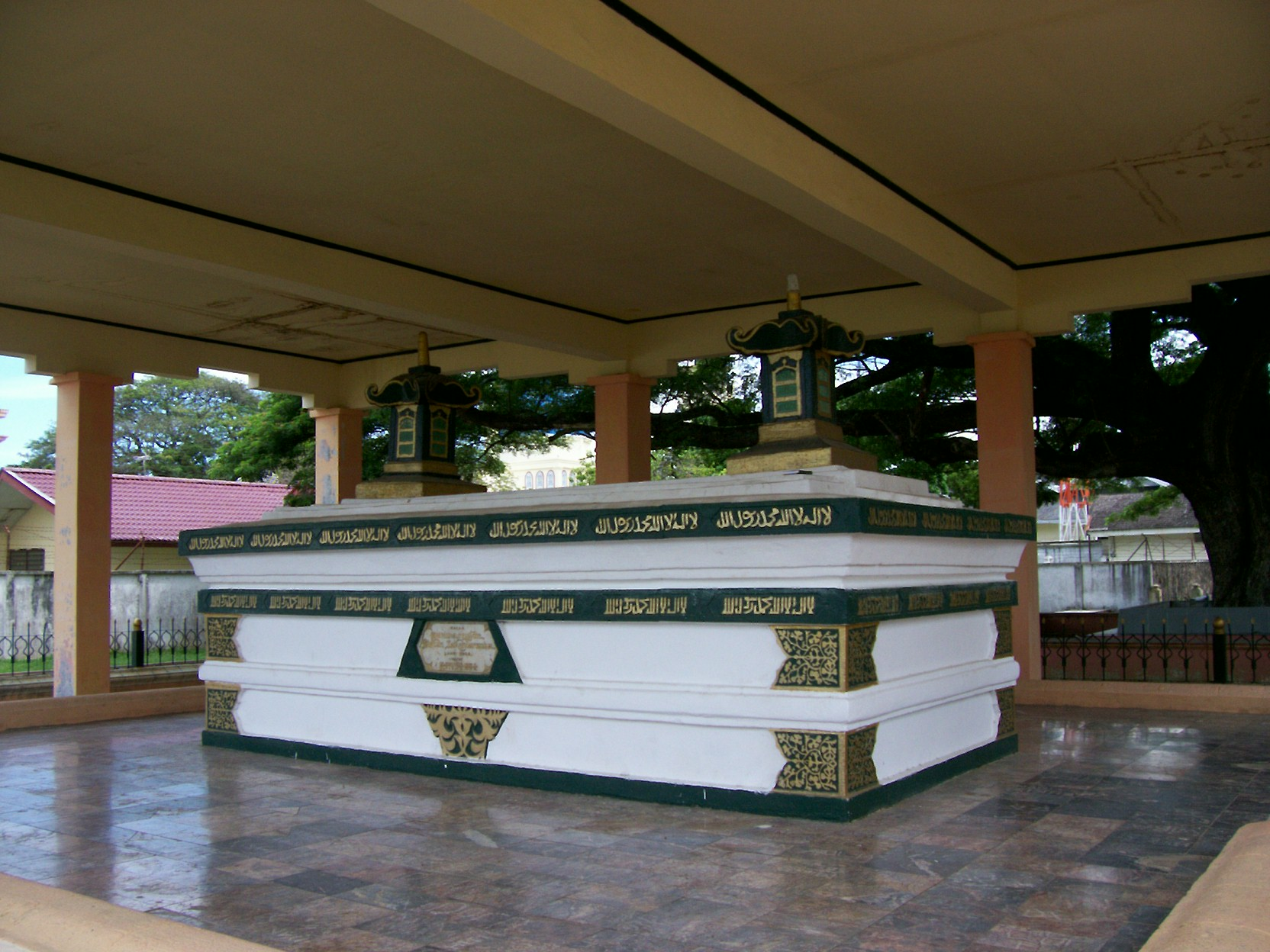
Tomba del sultano Iskandar Muda a Banda Aceh.

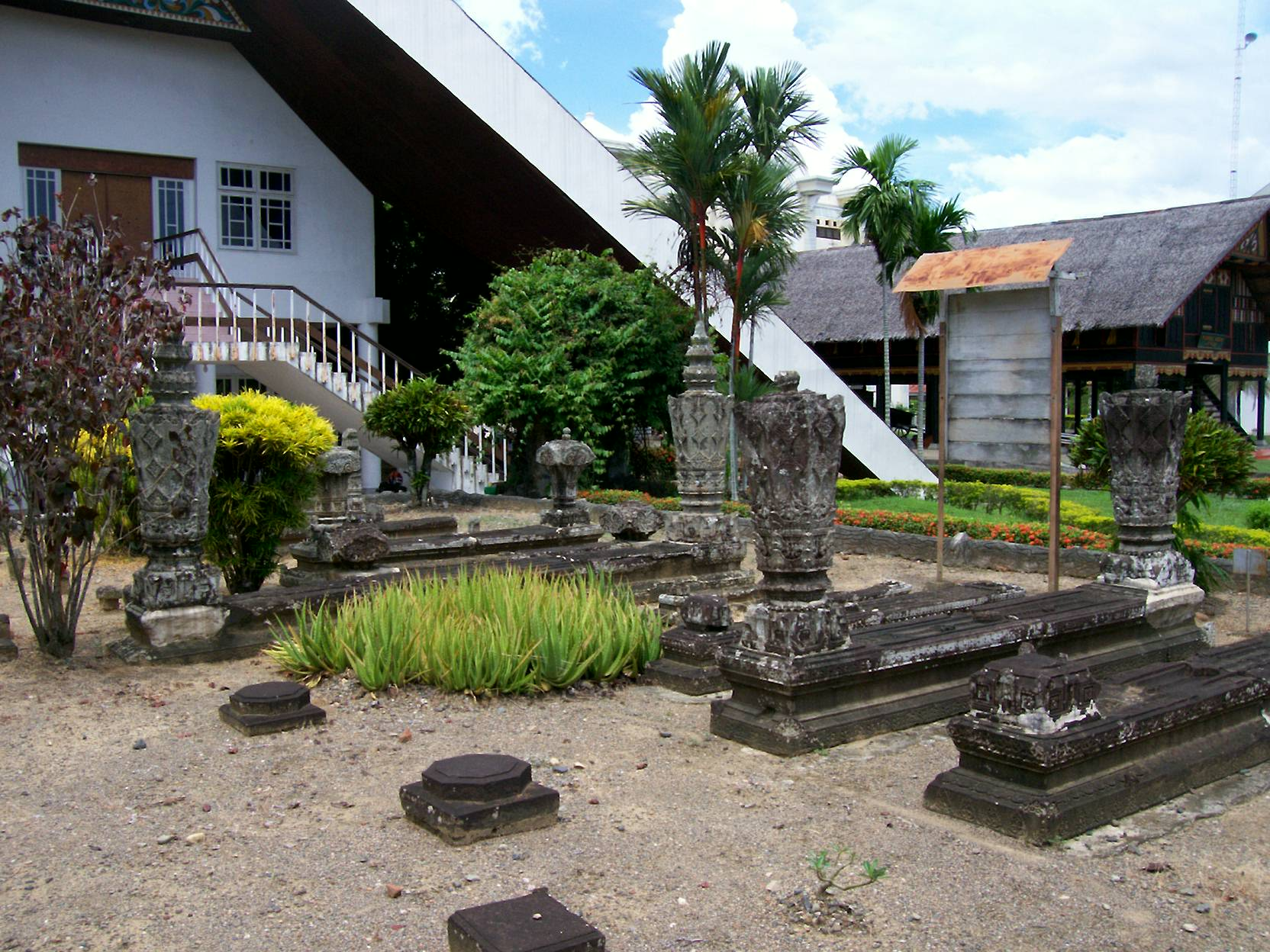
Complesso delle tombe dei sultani di origini bugis a Banda Aceh.

| Sultani                                         | Regno                    |
| ----------------------------------------------- | ------------------------ |
| Ali Mughayat Syah                               | 1514 circa - 1530        |
| Salahuddin                                      | 1530 circa - 1537 o 1539 |
| Alauddin al-Kahar                               | 1537 o 1539 – 1571       |
| Ali Ri'ayat Syah I                              | 1571 – 1579              |
| Sultan Muda                                     | 1579                     |
| Sri Alam                                        | 1579                     |
| Zainul Abidin                                   | 1579                     |
| Alauddin Mansur Syah                            | 1579 – 1585 o 1586       |
| Ali Ri'ayat Syah II                             | 1585 o 1586 - 1589       |
| Alauddin Ri'ayat Syah Sayyid al-Mukammal        | 1589 - 1604              |
| Ali Ri'ayat Syah III                            | 1604 - 1607              |
| Iskandar Muda                                   | 1607 - 1636              |
| Iskandar Thani                                  | 1636 - 1641              |
| Ratu Safiatuddin Tajul Alam                     | 1641 - 1675              |
| Ratu Nurul Alam Naqiatuddin Syah                | 1675 - 1678              |
| Ratu Inayat Zaqiatuddin Syah                    | 1678 - 1688              |
| Ratu Kamalat Syah                               | 1688 - 1699              |
| Badr ul-Alam Syarif Hasyim Jamaluddin           | 1699 - 1702              |
| Perkasa Alam Syarif Lamtui Syah Johan Berdaulat | 1702 - 1703              |
| Jamal ul-Alam Badr ul-Munir                     | 1703 - 1726              |
| Jauhar ul-Alam                                  | 1726                     |
| Syamsul Alam                                    | 1726 - 1727              |
| Alauddin Ahmad Syah                             | 1727 - 1735              |
| Alauddin Johan Syah                             | 1735 - 1760              |
| Alauddin Mahmud Syah I                          | 1760 - 1781              |
| Badr ul-Alam Syah                               | 1764 - 1765              |
| Sulaiman Syah                                   | 1773                     |
| Alauddin Muhammad Syah                          | 1781 - 1795              |
| Alauddin Jauhar ul-Alam Syah (primo regno)      | 1795 - 1815              |
| Syarif Saiful Alam Syah                         | 1815 - 1819              |
| Alauddin Jauhar ul-Alam Syah (secondo regno)    | 1819 - 1823              |
| Alauddin Muhammad Da'ud Syah I                  | 1823 - 1838              |
| Alauddin Sulaiman Ali Iskandar Syah             | 1838 - 1857              |
| Alauddin Ibrahim Mansur Syah                    | 1857 - 1870              |
| Alauddin Mahmud Syah II                         | 1870 - 1874              |
| Alauddin Muhammad Da'ud Syah II Johan Berdaulat | 1874 - 1903              |